# 452 v. Chr.
Portal Geschichte | Portal Biografien | Aktuelle Ereignisse | Jahreskalender | Tagesartikel

◄ |
6. Jahrhundert v. Chr. |
5. Jahrhundert v. Chr. |
4. Jahrhundert v. Chr. |
►

◄ | 470er v. Chr. | 460er v. Chr. | 450er v. Chr. | 440er v. Chr. |
430er v. Chr. |
►

◄◄ | ◄ | 455 v. Chr. | 454 v. Chr. | 453 v. Chr. | 452 v. Chr. |
451 v. Chr. |
450 v. Chr. |
449 v. Chr. |
► |
►►

## Ereignisse

### Politik und Weltgeschehen
Die römischen Plebejer und Patrizier vereinbaren die Bildung einer Kommission von zehn Männern, um den (bislang mündlich überlieferten) Gesetzestext zu den Grundlagen der römischen Amtsführung niederzuschreiben. Während der Amtszeit dieser Decemviri legibus scribundis sollen alle anderen Magistrate suspendiert, und ihre Entscheidungen endgültig sein.

### Sport
Damagetos, Sohn des Diagoras von Rhodos, gewinnt den Pankration bei den Olympischen Spielen.